# Ludwigsburger Schlossfestspiele

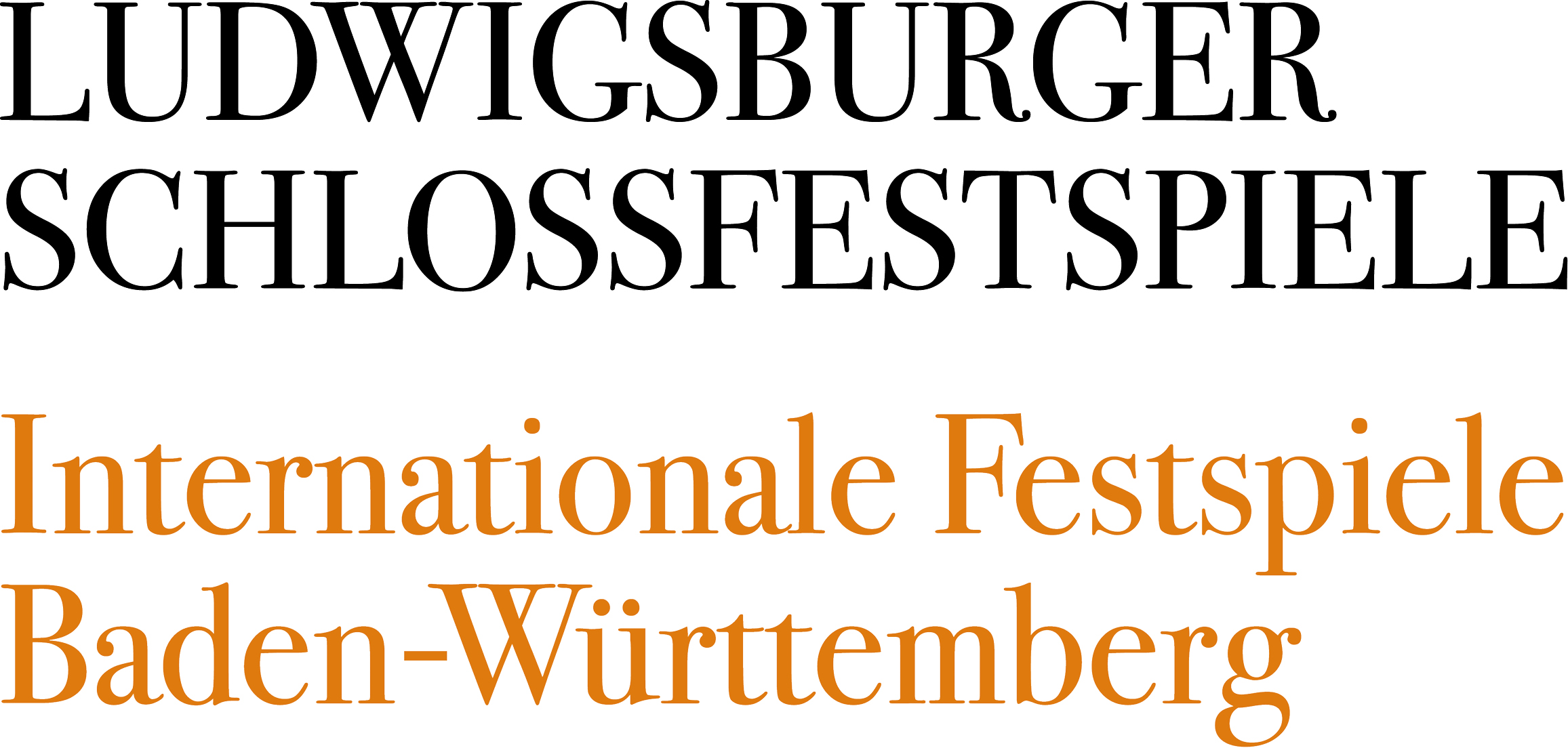
Logo der Ludwigsburger Schlossfestspiele

Die Ludwigsburger Schlossfestspiele – Internationale Festspiele Baden-Württemberg (offizieller internationaler Name Ludwigsburg Festival) sind ein Festival für Orchester- und Kammermusik, Tanz, Oper und Bildende Kunst in Ludwigsburg, das jährlich im Juni und Juli stattfindet. 1932 gegründet, zählen die Ludwigsburger Schlossfestspiele zu den ältesten Festivals im deutschsprachigen Raum und feiern 2032 ihr 100-jähriges Jubiläum.
Seit 1980 tragen sie zusätzlich den Titel Internationale Festspiele Baden-Württemberg und gastieren als offizielle Landesfestspiele auch in idyllisch gelegenen Kirchen und Schlössern in ganz Baden-Württemberg.
Intendant ist seit Oktober 2024 Lucas Reuter. Der Musik- und Theaterwissenschaftler ist bereits seit 2011 künstlerischer Leiter des Forums am Schlosspark in Ludwigsburg. Die Geschäftsführung der Ludwigsburger Schlossfestspiele teilt er sich mit Johannes Ernst, der als kaufmännischer Leiter tätig ist.

## Geschichte der Festspiele
Als Wilhelm Krämer 1931 die Ludwigsburger Mozartgemeinde gründete und im Jahr darauf mit den Schlosskonzerten den Grundstein für die heutigen Internationalen Festspiele Baden-Württemberg legte, war das Programm auf wenige Kammerkonzerte begrenzt. Durch umfangreiche Programmerweiterungen unter der künstlerischen Leitung von Wolfgang Gönnenwein (1972–2004) entwickelten sich die Ludwigsburger Schlossfestspiele zu einem Festival mit knapp hundert Veranstaltungen und von rund zwei bis drei Monaten Dauer. Seit 1980 tragen die Ludwigsburger Schlossfestspiele als offizielle Landesfestspiele von Baden-Württemberg den Titel Internationale Festspiele Baden-Württemberg. Der künstlerische Leiter Wulf Konold und Chefdirigent Michael Hofstetter führten die Festspiele von 2005 bis 2009. Von 2010 bis 2019 verantwortete Thomas Wördehoff als Intendant das Programm der Festspiele. Seit 1. Oktober 2019 werden sie von Jochen Sandig geleitet, der seinen Vertrag über 2024 hinaus nicht verlängert. Am 1. Oktober 2024 übernimmt Lucas Reuter, Künstlerischer Leiter des Forums am Schlosspark, zusätzlich die Künstlerische Leitung der Ludwigsburger Schlossfestspiele. Mit der Geschäftsführung von Gabriele Zerweck, die seit 2022 zusammen mit Jochen Sandig die Geschicke des Festivals leitete, konnte 2024 die Eine-Million-Marke im Sponsoring geknackt werden, was 25 Prozent des Haushalts ausmacht. Drittmittel konnten um 45 Prozent gesteigert werden, die Karteneinnahmen um 34 Prozent und die Besucherzahlen stiegen von 2022 bis 2024 um 27 Prozent an.

## Programmatik
Das Festivalprogramm umfasst Veranstaltungen bedeutender Künstler der Gegenwart in Form von Symphonischer sowie Kammermusik, Liederabenden, Musiktheater, Tanz, Performances, Diskursformaten und Workshops. Unter der Intendanz von Thomas Wördehoff entwickelten sich die Festspiele zum „Fest der Interpreten“ und setzten auf künstlerische Überraschungen. Mit Jochen Sandig rückte der Tanz noch stärker in den Fokus. Zudem öffnete sich das Profil auf kultur- und gesellschaftspolitischer Ebene und verfolgt seit 2019 eine neue Leitlinie: Die 17 Ziele für nachhaltige Entwicklung (engl. Sustainable Development Goals, kurz: SDGs), die von der UN als zielsetzende Agenda 2030 formuliert wurden, dienen nun sowohl der Stadt Ludwigsburg als auch den Ludwigsburger Schlossfestspielen als Maßstab. Mit der Saison 2020 traten die Festspiele erstmals als „Fest der Künste, Demokratie und Nachhaltigkeit“ auf.

### Vision
Mit ihrer über 90-jährigen Geschichte machen es sich die Ludwigsburger Schlossfestspiele zur Aufgabe, eine aktive Positionierung in der Gegenwart einzunehmen und mithilfe von diskursiven Formaten und neuen Sichtweisen regionale wie globale Themen zu verhandeln.

### Musik
Konzerte bilden einen programmatischen Schwerpunkt der Festspiele. Alljährlich sind verschiedene Akteure zu Gast. In der Vergangenheit waren unter anderem Cecilia Bartoli, Kurt Masur und sein Orchestre National de France, Martha Argerich, John Eliot Gardiner mit seinen Ensembles, Gidon Kremer und die Kremerata Baltica, Anne-Sophie Mutter, Alfred Brendel, Sabine Meyer, Maxim Wengerow und das Leipziger Streichquartett, die Duisburger Philharmoniker, Christine Schäfer, Isabelle Faust, Till Brönner, Pinchas Zukerman Teil der Schlossfestspiele. Seit der Saison 2021 gastierten unter anderen Barbara Hannigan, das SWR Vokalensemble Stuttgart, Julian Prégardien, Oksana Lyniv, Sasha Waltz & Guests, das Kronos Quartet, Patricia Kopatchinskaja, Jan Lisiecki, René Jacobs, die New Yorker Wooster Group, die Einstürzenden Neubauten, die Geigerinnen Midori und Lisa Bataishvili, der Bariton Benjamin Appl (inklusive einer Meisterklasse), Philippe Herrweghe und der Dirigent Vitali Alekseenok bei den Ludwigsburger Schlossfestspielen.
In der Vergangenheit gaben die Festspiele einige Werke in Auftrag. Der österreichische Komponist und Organist Wolfgang Mitterer hat für die Aurelius Sängerknaben Calw ein Werk mit dem Titel „Der Traum vom Sein“ (Text: Oliver Hoi) geschrieben, das beim Eröffnungskonzert 2010 uraufgeführt wurde. Weitere Auftragswerke waren Richard van Schoors Vokalwerk „Koan“ (2010) und das Oratorium „Die sieben letzten Worte… in anderen Worten“ (2012), Marc Ribots Bearbeitung der Werke von John Cage, das Konzert „Notte d’amore“ des Barock-Ensembles L’Arpeggiata unter der Leitung von Christina Pluhar sowie die Produktion „Blofeld“ von den Mnozil Brass. Im Jahr 2015 hat die London Sinfonietta, mit Unterstützung der Ludwigsburger Schlossfestspiele und des Ensembles Le Poisson Rouge, die Komposition „Greezy“ für Streichorchester bei der Komponistin Mica Levi in Auftrag gegeben.
Von 2010 bis 2019 war die Reihe „Song Conversation“ ein fester Bestandteil des Spielplans, wo sich Musiker aus unterschiedlichen Musikrichtungen auf der Bühne begegneten. Teil dieses musikalischen Austauschs waren unter anderem Bill Frisell, Gianmaria Testa, Dhafer Youssef, Simone Kermes und Judith Holofernes.

### Tanz
Im Bereich Tanz engagieren sich die Ludwigsburger Schlossfestspiele vor allem in jüngerer Zeit. Mit großen internationalen Kompanien ebenso wie mit Off-Künstler verwirklichen sie ein Programm mit zahlreichen Ur- und Deutschen Erstaufführungen. In den letzten Jahren waren unter anderem die Merce Cunningham Dance Company, das Nederlands Dans Theater, Sasha Waltz, das Tanztheater Wuppertal, die Compagnie Marie Chouinard, Heinz Spoerlis Zürcher Ballett, Sidi Larbi Cherkaouis Kompanie eastman und Les Ballets C de la B zu sehen. Trotz der zahlreichen coronabedingten Absagen fand 2020 im Rahmen der Konzertwoche „Al fine da capo“ die Aufführung „I can't breathe“ im Ehrenhof des Residenzschlosses statt, in der Tänzer Edivaldo Ernesto und Trompeter Marco Blaauw die gleichnamige Komposition von Georg Friedrich Haas aufführten und damit jene Ungerechtigkeit greifbar machten, der George Floyd zum Opfer fiel und die weltweit zu Protesten führte. Auch seit 2021 war das tänzerische Angebot reichhaltig und umfasst unter anderem Pina Bauschs „Kontakthof“, „Vollmond“ sowie „Sacre“ in einer neuen Version, Sasha Waltz’ „Dido and Aeneas“ sowie ihre „Dialoge Ludwigsburg 2021“, die auch die Aufführung ihrer Choreografie „In C“ beinhaltete. 2023 waren außerdem Werke von Israel Galván und Elisabeth Schilling zu sehen.

### Herzstück Schlosstheater
Daneben prägten die Opernproduktionen im barocken Ludwigsburger Schlosstheater die Identität des Festivals. Nach Mozart-Inszenierungen in den 1980er- und frühen 1990er-Jahren konnte das Schlosstheater nach fünfjähriger Restaurierung 1998 neu eröffnet werden. Seither fanden dort musikalische Soireen, Vorträge, Tanz- und Theaterprojekte sowie Familienveranstaltungen statt. In der Saison 2023 interpretierte Lars Eidinger dort Brechts „Hauspostille“ zusammen mit dem Musiker Hans-Jörn Brandenburg, 2024 inszenierte der Maler Norbert Bisky Schuberts „Die schöne Müllerin“, eine Koproduktion mit der Staatsoper Stuttgart 2025 steht als weitere Koproduktion Mozarts Fragment gebliebenes Singspiel „Zaide“ auf dem Programm, das Regisseurin Jessica Glause mit einem jugendlichen Erzählkollektiv ergänzt und aktualisiert hat.

### Das Ensemble der Ludwigsburger Festspiele
Seit 1972 hatten die Festspiele ein eigenes Ensemble: Das Orchester der Ludwigsburger Schlossfestspiele bestritt traditionell die Eröffnungs- und Schlusskonzerte, das große Klassik Open Air & Feuerwerk am Seeschloss Monrepos und spielte in der Vergangenheit auch zahlreiche Opernproduktionen im Schlosstheater. Gastspiele und Tourneen im In- und Ausland (zuletzt 2006 in Götz Alsmanns ZDF-Klassik-Show „Eine große Nachtmusik“, bei der Schubertiade in Vorarlberg und bei den Salzburger Festspielen) sowie Rundfunk-, Fernseh- und CD-Produktionen ergänzten die Aktivitäten des Ensembles. Aus dem Orchester formierten sich unter dem Namen »Schloss-Solisten« zudem verschiedene Kammermusik-Ensembles, die regelmäßig bei den Schlossfestspielen auftreten. Von 2005 bis 2012 war Michael Hofstetter Chefdirigent des Festspiel-Ensembles. Seit der Saison 2013 arbeiteten verschiedene Dirigenten mit dem Ensemble zusammen. 2015 bis 2019 übernahm der finnische Dirigent Pietari Inkinen die Position des Chefdirigenten. Seit 2021 standen unter anderen Barbara Hannigan, Oksana Lyniv, Vitali Alekseenok, Ryan McAdams und Alondra de la Parra als musikalische Leiterinnen und Leiter am Pult. 2024 war die letzte Spielzeit, in der das Festspielorchester existierte.

### Koproduktionen
Seit 2006 gibt es Koproduktionen und Gastspiele mit und bei anderen Festivals: 2006 mit den Salzburger Festspielen (Mozart-Trilogie „Irrfahrten“, Regie: Joachim Schlömer, Musikalische Leitung: Michael Hofstetter, Chor der Ludwigsburger Schlossfestspiele) und der Schubertiade Schwarzenberg. Die Choreografie „Babel [words]“ der Kompanie Eastman wurde unter anderem in Zusammenarbeit mit dem Theatre Royal de la Monnaie (Brüssel), Sadler’s Wells (London), Theaterfestival Boulevard (’s-Hertogenbosch) und dem Festspielhaus St. Pölten realisiert. Das Theaterstück „Richard II. – Solo eines Königs“ mit Sven-Eric Bechtolf wurde mit dem Thalia Theater Hamburg koproduziert. 2012 hatte das Teatro Real Madrid gemeinsam mit Les Ballets C de la B ein Gastauftritt mit der Aufführung des Musik- und Tanztheater „C(H)OERS“ (Choreografie & Regie: Alain Platel, Musikalische Leitung: Marc Piolett, Einstudierung Chor: Andrés Máspero) bei den Ludwigsburger Schlossfestspielen.
2010 arbeiteten die Ludwigsburger Schlossfestspiele, die Filmakademie Baden-Württemberg, die Akademie für Darstellende Kunst Baden-Württemberg und die Film- und Medienfestival gGmbH erstmals im Rahmen des interdisziplinären Festivals „SOS – Stage on Screen / Screen on Stage“ zusammen. 2011 ergab sich wiederum durch das Theaterstück „Ich erfand Karl May“ eine Kooperation der Ludwigsburger Schlossfestspiele mit der Akademie für Darstellende Kunst Baden-Württemberg. Für das Jahr 2015 hatten sich die Festspiele im Rahmen der Veranstaltung „New Music & Animation“ mit dem Internationalen Trickfilmfestival Stuttgart, den jazzopen Stuttgart, dem Animationsinstitut der Filmakademie Baden-Württemberg und dem Scala Theaterkino Ludwigsburg zusammengeschlossen. In Koproduktion mit verschiedenen europäischer Kulturinstitutionen wurde 2015 das Tanzstück „En avant, Marche!“ entwickelt, an dem neben dem NTGent auch der Choreograf Alain Platel und Regisseur Frank van Laecke mitwirkten.
Gemeinsam mit dem Insula Orchestra, der Elbphilharmonie Hamburg und dem Theater der Welt 2017 produzierten die Ludwigsburger Schlossfestspiele im Jahr 2017 mit dem katalanischen Theaterkollektiv La Fura dels Baus eine multimediale Inszenierung von Joseph Haydns „Schöpfung“, die am 1. Juni 2017 in Ludwigsburg Deutschlandpremiere feierte.
In den Saisons 2021 bis 2024 wurden Koproduktionen unter anderem mit der Internationalen Bachakademie, dem Théâtre de la Ville Paris, mit Sadler’s Wells London, der École des Sables, der Pina-Bausch-Stiftung, dem Center for the Art of Performance at UCLA, dem PODIUM Festival Esslingen und der Staatsoper Stuttgart präsentiert.
Darüber hinaus engagieren sich die Ludwigsburger Schlossfestspiele im Bereich Partizipation und unterhalten zahlreiche Partnerschaften mit regionalen Bildungseinrichtungen.

## Träger, Förderer und Freunde
Die Ludwigsburger Schlossfestspiele werden maßgeblich vom Land Baden-Württemberg und der Stadt Ludwigsburg gefördert. Daneben tragen Sponsoren, ein Kuratorium mit Vertretern aus Wirtschaft und öffentlichen Institutionen sowie der 1997 gegründete Förderverein Freundeskreis der Ludwigsburger Schlossfestspiele e. V. zur Finanzierung bei. Für 2020 gewährt der Bund den Festspielen eine einmalige Förderung von 3 Mio. €. Damit soll die überregionale Sichtbarkeit der Schlossfestspiele gestärkt werden.